# Antonio Sciesa (sommergibile)
L’Antonio Sciesa è stato un sommergibile della Regia Marina.

## Storia
Il 14 settembre 1933, unitamente al gemello Toti, partì da La Spezia al comando del capitano di fregata Carlo Savio per una crociera che, attraverso il canale di Suez, portasse in Mar Rosso e proseguisse con la circumnavigazione dell'Africa ed il rientro in Mediterraneo tramite lo Stretto di Gibilterra. Scopo del viaggio era verificare le prestazioni di queste unità nei mari caldi; i sommergibili fecero tappa a Porto Said, Massaua, Aden, Mogadiscio, Chisimaio, Mombasa, Zanzibar, Dar es Salaam, Diego Suarez, Lourenço Marques, Durban, Città del Capo, Walvis Bay, Lobito, São Tomé, Takoradi, Dakar, Porto Praia, Las Palmas, Gibilterra e Barcellona giungendo infine a destinazione il 25 febbraio 1934 dimostrando discrete qualità. 

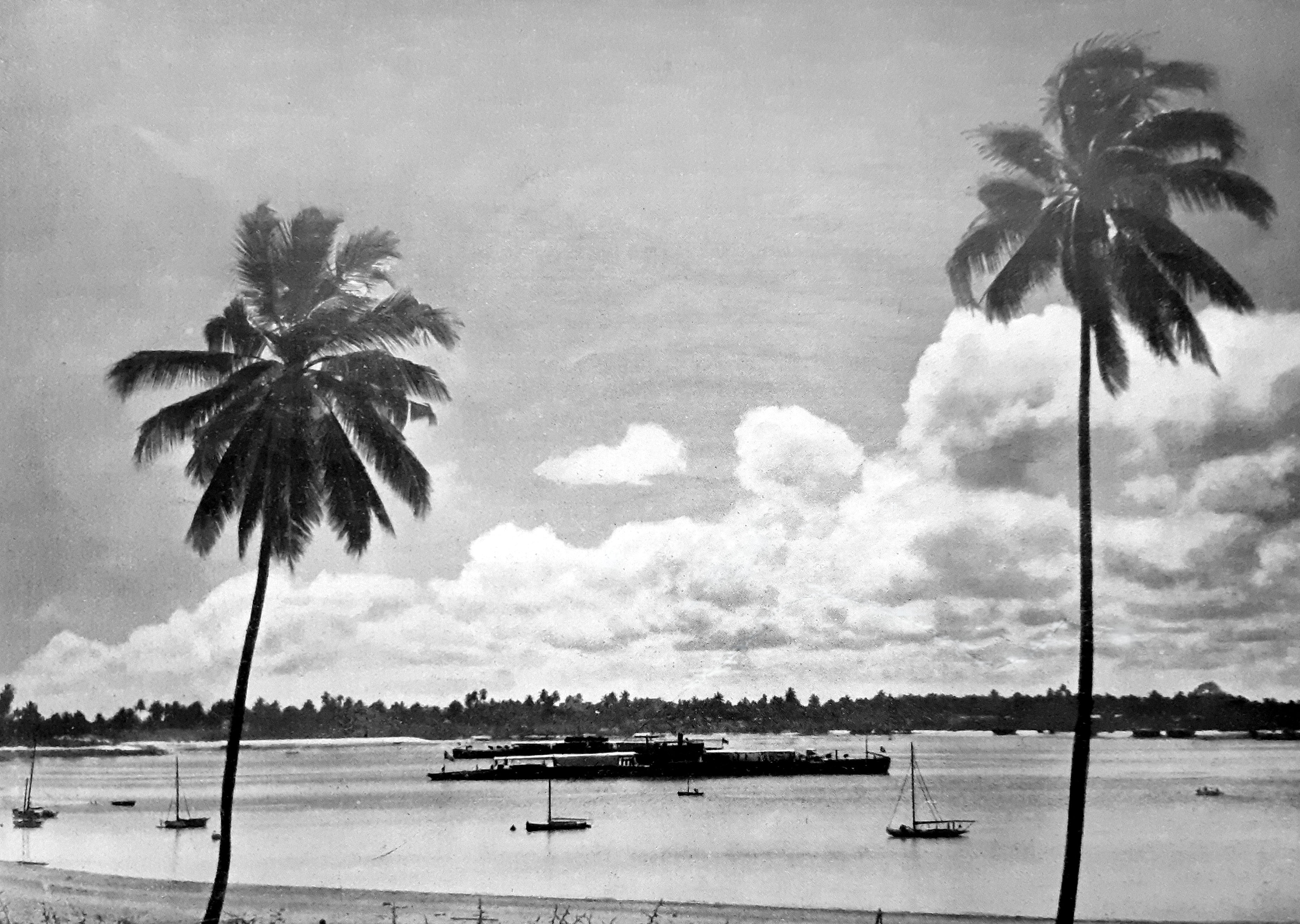
Novembre 1933: i sommergibili Toti e Sciesa alla fonda a Dar es salaam durante la missione di circumnavigazione africana

Nel novembre 1936 fu uno dei primi sommergibili italiani inviati clandestinamente in appoggio alle forze franchiste nella guerra di Spagna; non colse alcun successo. 
All'entrata dell'Italia nella seconda guerra mondiale, il 10 giugno 1940, fu inviato in missione offensiva al largo di Cattaro, facendo ritorno il 21.
Il 9 luglio si pose in agguato a settentrione di Capo Passero, tornando alla base due giorni più tardi.
Il 14 agosto lasciò Augusta per un pattugliamento al largo della costa nordafricana, ma due giorni dopo dovette interrompere la missione per un guasto e riparare a Brindisi.
Il 12 dicembre fu inviato a nord della foce del Nilo e sei giorni dopo ascoltò all'idrofono i rumori di altre navi, senza però riuscire ad avvistarle; la missione ebbe termine il 21 dicembre.
Nel marzo 1941 fu posto in disarmo, rimanendo in questo stato sino al maggio 1942.
Il 1º giugno 1942 ritornò operativo, con il tenente di vascello Raul Galletti come comandante; fu destinato alle missioni di trasporto per la Libia.
Il 29 giugno lasciò Taranto con a bordo 64 tonnellate di carburante e 4 di provviste destinate a Marsa el Hilal; giunto nella località libica il 3 luglio, vi ricevette la visita di Benito Mussolini. Il 6 ripartì raggiungendo Taranto tre giorni dopo.
Il 24 luglio salpò da Taranto con un carico di 71,6 tonnellate di provviste e benzina diretti a Tobruk; giunse a destinazione quattro giorni dopo, scaricò i rifornimenti e ripartì l'indomani, arrivando nella base pugliese il 3 agosto.
Il 19 agosto lasciò Taranto per trasportare a Bengasi 73 tonnellate di viveri e munizioni; arrivò nella base libica il 22 e ripartì in giornata dopo aver effettuato la messa a terra del carico, facendo ritorno a Taranto il 26 agosto.
Il 1º ottobre salpò ancora da Taranto, diretto a Bengasi con 71,9 tonnellate di vettovagliamenti, munizioni e denaro della Banca d'Italia; giunto a Bengasi il 5, scaricò i materiali e ripartì in giornata. Il giorno seguente, alle 21.15, lanciò un siluro contro un sommergibile individuato in superficie e all'apparenza fermo, avvertendo un forte scoppio e ritenendo quindi di averlo colpito e affondato mentre tentava d'immergersi, mettendosi peraltro all'infruttuosa ricerca di sopravvissuti (non esistono però notizie di perdite o danneggiamenti di sommergibili inglesi in quella zona ed in quel periodo); attraccò nel capoluogo pugliese l'8 ottobre.
Il 30 ottobre ripartì da Taranto ma dovette invertire la rotta e ritornare l'indomani, causa un guasto.
Il 3 novembre lasciò la base pugliese con 85 tonnellate di munizioni, giungendo a Tobruk tre giorni più tardi. 
Verso le quattro del pomeriggio di quello stesso giorno, mentre scaricava le munizioni, fu attaccato da aerei e centrato da tre bombe: rimasero uccisi 5 ufficiali e 18 fra sottufficiali e marinai, il sommergibile fu portato all'incaglio per impedirne l'affondamento.
Il 12 novembre, nell'imminenza della caduta di Tobruk in mani inglesi, il relitto dello Sciesa fu minato e fatto saltare in aria. 
La soc. genovese dell'ing. Bruzzo nell'anno 1949 inviò a Tobruk un gruppo di tecnici italiani. Dopo un diligente lavoro di riparazione allo scafo da parte di palombari altamente professionali, il sommergibile emerse e fu localizzato nel porto di Tobruk, dove fu sottoposto a un'accurata manutenzione che durò circa un anno. In un primo tempo sembrava prendere forma la decisione del rientro in Italia con i propri mezzi, ma poi l'idea fu abbandonata per l'inadeguatezza del mezzo ad affrontare le insidie del mare, prevalse infine la decisione di far venire dall'Italia due rimorchiatori d'alto mare per il traino con destinazione il porto di Taranto.
Aveva svolto in tutto 12 missioni di guerra: 4 offensive, 6 di trasporto (portando a destinazione in tutto 369,5 t di rifornimenti), 2 di trasferimento.